# Bianka Panova
Bianka Panova (in bulgaro Бианка Панова?; Sofia, 27 maggio 1970) è un'ex ginnasta bulgara.

## Biografia
Bianka Panova è stata una grande ginnasta individuale della Bulgaria. La sua prima allenatrice è stata Vera Tomova, l'unica a credere nel talento della Panova, visto che l'avevano definita "senza prospettive". È stata la Tomova a fare di lei il “prodigio Tomova”.
Il 1º agosto del 1982, l'allenatrice capo Neška Robeva ha deciso che Bianka poteva essere inserita nella squadra nazionale, la Panova aveva già lasciato impressione per il suo stile insolito e la sua flessibilità.
Bianka è stata tre volte campionessa nazionale, alla sola età di 15 anni ha vinto la sua prima medaglia d'oro al Campionato del mondo con il nastro.
Tra il 1985 e il 1989 Bianka ha vinto nove ori, due medaglie d'argento, e una di bronzo nelle competizioni mondiali, incluso le famose 5 medaglie del 1987 che le hanno fatto conquistare un Record Guiness.
Le Olimpiadi giunsero del 1988 trovarono Bianka in una strana situazione: alcuni disaccordi con l'allenatrice delle ginnaste a livello internazionale, la Robeva, causò una rottura tra le due, e Bianka arrivò non ben preparata a Seul. Una volta ai Giochi, persa il podio con una caduta nelle clavette, cosa inusuale per lei, alla fine di un intricato esercizio. Nonostante un perfetto 40.00 alle finali, finì con disappunto in 4ª posizione, dietro a Marina Lobatch (URSS), alla sua compagna Adriana Dunavska (BUL) e a Oleksandra Tymošenko (URSS).
Dopo il ritiro nel 1989, Bianka è venuta ad allenare in Italia seguendo Katia Pietrosanti, l'unica italiana che abbia vinto una medaglia in una competizione mondiale. Sentendosi insoddisfatta, Bianka ha deciso di tornare, ma non è riuscita a rientrare nel team delle Olimpiadi del 1992. Nel 1993 è tornata a fare l'allenatrice, questa volta in Belgio, e le sue ginnaste hanno gareggiato in due europei e tre campionati del mondo.
Lo straordinario record di Bianka è stato realizzato nel Campionato mondiale di Varna del 1987, quando, cosa davvero incredibile, ha ottenuto un punteggio di una serie di perfetti 10, ottenendo 5 medaglie d'oro per la sua collezione. Si è guadagnata così il primo posto in tutte e 5 le specialità.
Considerata uno dei più grandi talenti della Ginnastica ritmica di tutti i tempi, è stata anche una delle ginnaste più versatili, capace di eseguire esercizi di grande difficoltà, originalità e carattere. Molto più di altre ginnaste, Bianka riusciva ad adattarsi a tutti gli stili di esercizio, da quelli veloci e dinamici a quelli lenti e drammatici.